# Cracticinae
Sous-famille
Les Cracticinae sont une sous-famille de passereaux constituée de 4 genres et 13 espèces.

## Position systématique
À la suite de la publication de diverses études phylogéniques sur les passereaux corvoïdes d'Océanie, notamment Norman et al. (2009), Jønsson et al. (2010), Jønsson et al. (2011), et al. (2014), Schodde & Christidis (2014), qui montrent que les Artamidae et les Cracticidae appartiennent à un même clade monophylétique, le Congrès ornithologique international fusionne l'ancienne famille des Cracticidae dans la famille des Artamidae à partir de la version 4.3 (2014) de sa classification. Les Cracticidae y forment dorénavant la sous-famille des Cracticinae.

## Liste alphabétique des genres
- Cracticus Vieillot, 1816 (6 espèces)
- Gymnorhina G.R. Gray, 1840  (1 espèce)
- Melloria Mathews, 1912 (1 espèce)
- Peltops Wagler, 1829 (2 espèces)
- Strepera Lesson, 1831 (3 espèces)

## Liste des espèces
D'après la classification de référence (version 5.2, 2015) du Congrès ornithologique international (ordre phylogénique) :
- Peltops blainvillii – Peltopse des plaines
- Peltops montanus – Peltopse des montagnes
- Cracticus quoyi – Cassican des mangroves
- Cracticus torquatus – Cassican à collier
- Cracticus argenteus – Cassican à dos argent
- Cracticus mentalis – Cassican à dos noir
- Cracticus nigrogularis – Cassican à gorge noire
- Cracticus cassicus – Cassican à tête noire
- Cracticus louisiadensis – Cassican de Tagula
- Gymnorhina tibicen – Cassican flûteur
- Strepera graculina – Grand Réveilleur
- Strepera fuliginosa – Réveilleur noir
- Strepera versicolor – Réveilleur cendré